# Comuna Uiizdți, Mlîniv
Uiizdți (în ucraineană Уїздці) este o comună în raionul Mlîniv, regiunea Rivne, Ucraina, formată din satele Borbîn, Stavîșce și Uiizdți (reședința).

## Demografie
Componența lingvistică a comunei Uiizdți
     Ucraineană (99,75%)
     Alte limbi (0,19%)
Conform recensământului din 2001, majoritatea populației comunei Uiizdți era vorbitoare de ucraineană (99,75%), existând în minoritate și vorbitori de alte limbi.